# Ludian
Ludian léase Lu-Dián (en chino:鲁甸县, pinyin:Lǔdiàn xiàn) es un condado bajo la administración directa de la ciudad-prefectura de Zhaotong. Se ubica al noreste de la provincia de Yunnan, sur de la República Popular China. Su área es de 1519 km² y su población total para 2010 fue +300 mil habitantes.

## Administración
El condado Ludian se divide en 12 pueblos que se administran en 3 poblados y 9 villas. 